# پل ماتیک
پل ماتیک (به آلمانی: Paul Mattick, Sr.) (زاده ۱۹۰۴ - درگذشته ۱۹۸۱) مبارز کمونیست آلمانی بود که بعدها به آمریکا رفت و فعالیت را در آن جا پیگیری کرد. او از اعضای حزب کارگران کمونیست آلمان بود. او با انقلاب توسط حزب سیاسی مخالف بود و از سران "کمونیسم شورایی" بود.

## زندگینامه
پل ماتیک در ۱۳ مارس سال ۱۹۰۴ در منطقه پومرن در امپراتوری آلمان متولد شد و در برلین تحت سرپرستی والدینی با آگاهی طبقاتی رشد کرد. او فعالیت سیاسی اش را بسیار زود شروع کرد و بنقد در ۱۴ سالگی عضو سازمان جوانان سوسیالیست آزاد (Freie Sozialistische Jugend) اسپارتاکیست شده بود. سپس در همین سن در سال ۱۹۱۸ به عنوان کارگرِ آموزشی ماشین سازی در شرکت زیمنس شروع به کار کرد و در همانجا نیز در طی انقلاب به عنوان نماینده کارآموزان در شورای کارگران شرکت انتخاب شد.
ماتیک با شرکت فعال در عملیات انقلابی گوناگون در انقلاب ۱۹۱۸ آلمان، دستگیر شدن‌های متعدد و تهدید به قتل، و هم راستا با چپ و گرایش اپوزیسیون کمونیست‌های آلمان رادیکالیزه شد. پس از انشعاب حزب کمونیست آلمان KPD (اسپارتاکوس) در هایدلبرگ و شکل گیری حزب کارگران کمونیست آلمان KAPD در بهار ۱۹۲۰، به KAPD پیوست و در سازمان جوانان این حزب فعال شد و برای نشریه اش قلم زد.
در سال ۱۹۲۱، در ۱۷ سالگی، برای مدتی چند برای پیدا کردن کار به کلن نقل مکان کرد تا اینکه اعتصابات، شورش‌ها و دستگیریهای جدید، هر امید و چشم‌اندازی برای پیدا کردن کار را از بین برد. در همین شهر بمثابه یک سازمانده و آژیتاتور KAPD و AAU فعالیت می‌کرد، و با فعالین دیگری از جمله با یان اپل Jan Appel آشنا شد، و این آشنائی بعدها به همکاری توسعه یافت و سال‌ها ادامه داشت. در عین حال در همینجا با روشنفکرانی که درAAUE کار می‌کردند و قلم می‌زدند، مانند اتو روهله Otto Rühle، ارتباط برقرار کرد.
ماتیک با افت مبارزه رادیکال توده‌ها و امیدهای انقلابی—به‌خصوص پس از سال ۱۹۲۳—بعد از سال‌ها بیکاری، در ۱۹۲۶ به ایالات متحده مهاجرت کرد، اما همچنان ارتباطاتش را با KAPD و AAU در آلمان حفظ نمود.
در ایالات متحده ماتیک مطالعات سیستماتیکتری را، بیش از همه در رابطه با مارکس، به پیش برد. علاوه بر این، انتشار کارِ پایهای هنریک گروسمان تحت عنوان «قانون انباشت و فروپاشی سیستم سرمایه‌داری» نقشی اساسی برای ماتیک ایفا کرد، زیرا گروسمان با این اثر، تئوری انباشت مارکس که کاملاً فراموش شده بود را دوباره به مرکز مباحثات جنبش کارگری آورد. «نقد اقتصاد سیاسی» برای ماتیک نه موضوعی صرفاً اقتصادی، بلکه مسئله‌ای بود که عمدتاً در ارتباط مستقیم با تجربه انقلابی خودش مطرح بود. از این هنگام به بعد او روی تئوری توسعه سرمایه داریمارکس و منطق درونی تضادهای این سیستم که به‌طور ناگزیری به بحرانها منجر می‌گردند، بمثابه اساس تمام اندیشه‌های سیاسی درون جنبش کارگران به کار پرداخت.
در اواخر دهه ۱۹۲۰ ماتیک به شیکاگو نقل مکان نمود و در آنجا ابتدا کوشش کرد تا سازمان‌های گوناگون کارگری را متحد کند. در سال ۱۹۳۱ کوشید تا «روزنامه کارگر شیکاگو» (Chicagoer Arbeiterzeitung)، را احیا کند که موفق نشد. این روزنامهای بود با فرازو نشیبهای سنتی که زمانی نیز از جمله توسط جوزف دیتزژن ویراستاری می‌شد. در همین سال‌ها برای یک دوره به «کارگران صنعتی جهان» ((IWW که تنها سازمان اتحادیه‌ای انقلابی موجود در آمریکا بود پیوست. برغم وجود تفاوت‌های بخش‌های مختلف و متفاوتِ در اتحادیه، اما این اتحادیه قصد داشت تمام کارگران را در یک اتحادیه بزرگ جمع کند تا بتوان اعتصاب عمومی را جهت سرنگونی سرمایه‌داری تدارک دید. اما دوران طلائی اعتصابات مبارزه جویانِ وابلی نقداً در اوایل دهه ۱۹۳۰ بپایان رسیده بود، و تنها خیزش مجدد جنبش بیکاران بود که باعث رشد کوتاه مدت منطقه‌ای IWW شد. در سال ۱۹۳۳ پل ماتیک با ارائه پیش‌نویس برنامه‌ای برای IWW سعی کرد تا به وابلی‌ها شالوده «مارکسیستی» محکم تری بر اساس تئوری گروسمان بدهد. با این وجود، این کار به وضعیت سازمان بهبود نبخشید.
پس از تلاش‌های بی‌ثمری در جهت اثرگذاری از بیرون بر روی حزب متحد کارگران لنینیست سرانجام ماتیک در ۱۹۳۴ به همراه تنی چند از دوستانش از IWW و تعدادی از اخراج شدگان از حزب متحد کارگران گروه کمونیست شورائی خودش را تشکیل داد. گروه اخیر نشریهای تحت عنوان «نوشتارهای شورائی بین‌المللی» با سردبیری ماتیک منتشر می‌کرد که در طی ده‌ه ۱۹۳۰ همسان نشریه «نوشتارهای شورائی» (Rätekorrespondenz) وابسته به «گروه کمونیستهای بینالملل» (GIC) هلندی محسوب می‌شد. محتویات این نشریه شامل ترجمه انگلیسی مقالات و مباحثات اروپایی و نیز تحلیل‌های اقتصادی و انتقادی سیاسی در رابطه با مسائل جاری در آمریکا و دیگر نقاط جهان بود. این گروه تماس‌های نزدیکی با باقی مانده‌های گروه‌های کوچک کمونیست چپ آلمانی و هلندی (یان اّپل و پانه کوک) برقرار و حفظ کرد.
ماتیک بغیر از کار خودش در کارخانه، نه فقط بخش بیشترِ بازبینی، ویراستاری و کارهای تکنیکی نشریه را انجام می‌داد، بلکه نویسنده بخش مهمی از نوشته‌های آن نشریه نیز بود. از میان معدود کسانی که مایل به ارائه منظم مقالات بودند، می‌توان از کارل کرش نام برد. ماتیک با وی در سال ۱۹۳۵ در ارتباط قرار گرفت و برای سال‌های زیادی پس از مهاجرت کرش به آمریکا در سال ۱۹۳۶ به عنوان یک دوست شخصی همچنان باقی ماند.
از آنجا که «کمونیسم شورائی» اروپایی زیر زمینی شد و از سال‌های ۱۹۳۵ به بعد رسماً «ناپدید» شدند، ماتیک نام نشریه را از سال ۱۹۳۸ به «مارکسیسم زنده» (Living Marxism) و پس از ۱۹۴۲ به «نوشتارهای نوین» (New Essays) تغییر داد.
ماتیک از طریق کارل کرش و هنریک گروسمان با «موسسه تحقیقاتی» ماکس هورکهایمر (که بعدها به عنوان «مکتب فرانکفورت» معروف شد) نیز ارتباطاتی داشت. در سال ۱۹۳۶ مطالعات جامعه شناسانه وسیعی در ارتباط با جنبش بیکاران آمریکایی برشته تحریر درآورد و برای این مؤسسه ارسال داشت. این نوشته تا انتشارش در سال ۱۹۶۹ در بایگانی انستیتو خاک خورد که بعد انتشارات «نقد نوین» آن را منتشر کرد.
پس از شرکت آمریکا در جنگ جهانی دوم و پیامدش یعنی تعقیب و سرکوب تمام روشنفکران منقد، چپ در آمریکا توسط مک‌آرتیسم تصفیه و نابود شد. ماتیک در اوایل سال‌های ۱۹۵۰ در مناطق روستائی گوشه گیر شد. در اینجا توانست با کارهای گه‌گداری و نیز فعالیت اش به عنوان نویسنده به بقا خود ادامه دهد. در دوره پس از جنگ، او (مانند دیگران) فعالیت‌های کوچک، محدود و هرازگاهی داشت، مانند نوشتن مقالات کوتاه برای گاهنامه‌های گوناگون.
از سال‌های ۱۹۴۰ تا اواخر ده‌ه ۱۹۵۰ ماتیک به مطالعه کینز پرداخت و یک رشته دست نوشته و مقالات انتقادی علیه تئوری و عملکرد کینزی نوشت. در این نوشته‌ها، تئوریهای مارکس و گروسمان در رابطه با توسعه سرمایه‌داری برای شناخت نقادانه از پدیده‌ها و مظاهر جدید سرمایه‌داری را گسترش داد.
با تغییرات عمومی در صحنه سیاسی و عروج مجدد افکار انتقادی در سال‌های ۱۹۶۰، ماتیک این کار را حتی پیشتر برد. یکی از این کارهایش کتاب «مارکس و کینز، محدوده‌های اقتصاد مختلط» (۱۹۶۹) است که به زبان‌های متعددی ترجمه و منتشر شد و نفوذ زیادی بر جنبش دانشجوئی پسا-۶۸ داشت. کار مهم دیگرش در همین دوره کتاب «نقدِ هنریک مارکوزه -انسان یک بعدی در جامعه طبقاتی» بود. در این کتاب، این تز را که پرولتاریا (آنچنانکه مارکس می‌فهمید) در جامعهٔ پیشرفتهٔ سرمایه‌داری به یک «مفهوم اسطوره‌ای» تبدیل شده‌است، با قدرت مردود شمرد. با وجودی که با تحلیلِ نقادانه ایدئولوژی حاکم از سوی مارکوزه موافق بود، نشان داد که تئوری یک بعدی بودن، خود تنها به عنوان یک ایدئولوژی وجود دارد. خودِ مارکوزه متعاقباً تائید کرد که نقدِ ماتیک تنها نقد جدی ای است که کتابش دریافت داشته‌است.
تا سال‌های ۱۹۷۰، مقالات قدیم و جدید زیادی از ماتیک به زبان‌های مختلف در نشریات گوناگون به چاپ رسید. در سال تحصیلی ۱۹۷۵-۱۹۷۴ ماتیک به عنوان «پروفسور مهمان» در دانشگاه روسکیلد دانمارک درگیر بود. در اینجا، او نقدِ اقتصاد سیاسی مارکس، و نیز تاریخ جنبش کارگری را تدریس کرد. بعلاوه به عنوان مرجع انتقادی در سمینارهای متعددی به همراه دیگر مهمانان مانند ماکزیمیلیان روبل، ارنست مندل، جوآن رابینسون و دیگران شرکت جست. در سال ۱۹۷۷ سفر تدریسی اش را به دانشگاه شهر مکزیک به پایان رساند. در آلمان اما فقط دو بار، در سال ۱۹۷۱ در برلین و ۱۹۷۵ در هانوفر سخنرانی کرد.
پل ماتیک در آخرین سال‌های حیاتش موفق شد شنوندگانی در میان نسل جدید برای دیدگاه‌هایش بیابد. در سال ۱۹۷۸ مجموعه نسبتاً بزرگی از مقاله‌های منتخب در طی ۴۰ سال از حیات سیاسی اش تحت عنوان «کمونیسم ضد بلشویک» منتشر شد.
پل ماتیک در ماه فوریه ۱۹۸۱ در حالی که تقریباً دستنویس کتاب دیگرش را به پایان رسانده بود درگذشت. این دستنوشته‌ها بعد توسط پسرش تحت عنوان «مارکسیسم آخرین پناهگاه بورژوازی؟» منتشر شد.